# Jacksonville Jaguars
Jacksonville Jaguars este o echipă de fotbal american din Jacksonville, Florida, Statele Unite. Este membră a Diviziei de Sud a American Football Conference (AFC) din National Football League (NFL). Echipa își joacă meciurile de pe teren propriu pe EverBank Stadium. Fondată alături de Carolina Panthers în 1995 ca echipă de expansiune, Jaguarii au concurat inițial în AFC Central până când au fost mutați în AFC South în 2002. Franciza este deținută de Shahid Khan, care a cumpărat echipa de la proprietarul majoritar inițial Wayne Weaver în 2011.
Jaguarii au avut un impact rapid în NFL, calificându-se în play-off în patru din primele cinci sezoane. Între al doilea și al cincilea sezon, au participat de patru ori consecutiv în playoff, obținând două titluri divizionare și având două apariții în finala AFC. Este cea mai tânără echipă de expansiune a NFL care a apărut într-un finală de conferință (până la al doilea sezon în 1996, împreună cu Panthers). Jaguarii au avut mai puțin succes după primele sezoane, cu doar trei apariții în playoff și un titlu de divizie în 2000. Este una dintre cele patru francize NFL care nu a apărut niciodată în Super Bowl.